# 鄭智允 (美國外交官)
鄭智允 （1973年—），為韓裔美國人出身的外交官，2022年成為美國駐斯里蘭卡大使，2019年起就任美國國務院西半球事務局首席副助卿。鄭氏自美國駐廣州總領事館展開駐外生涯，其後派赴日本、越南等多個亞太地區外交崗位，歷任美國國務院東亞暨太平洋事務局日本處長、美國駐柬埔寨大使館副館長及美國駐泰國大使館經濟參贊等職務。

## 早年
鄭智允出生於韓國首都漢城（後更名首爾），1977年時，她舉家移民美國，其父親鄭載勳（정재훈；）是一名太空科學家。鄭智允居住於加利福尼亞州的杭亭頓海灘，擁有聖地牙哥加利福尼亞大學政治學文學碩士學位及哥倫比亞大學國際關係文學碩士學位，先後學習過粵語、韓語、日語、越南語、高棉語、西班牙語及泰語。

## 外交生涯

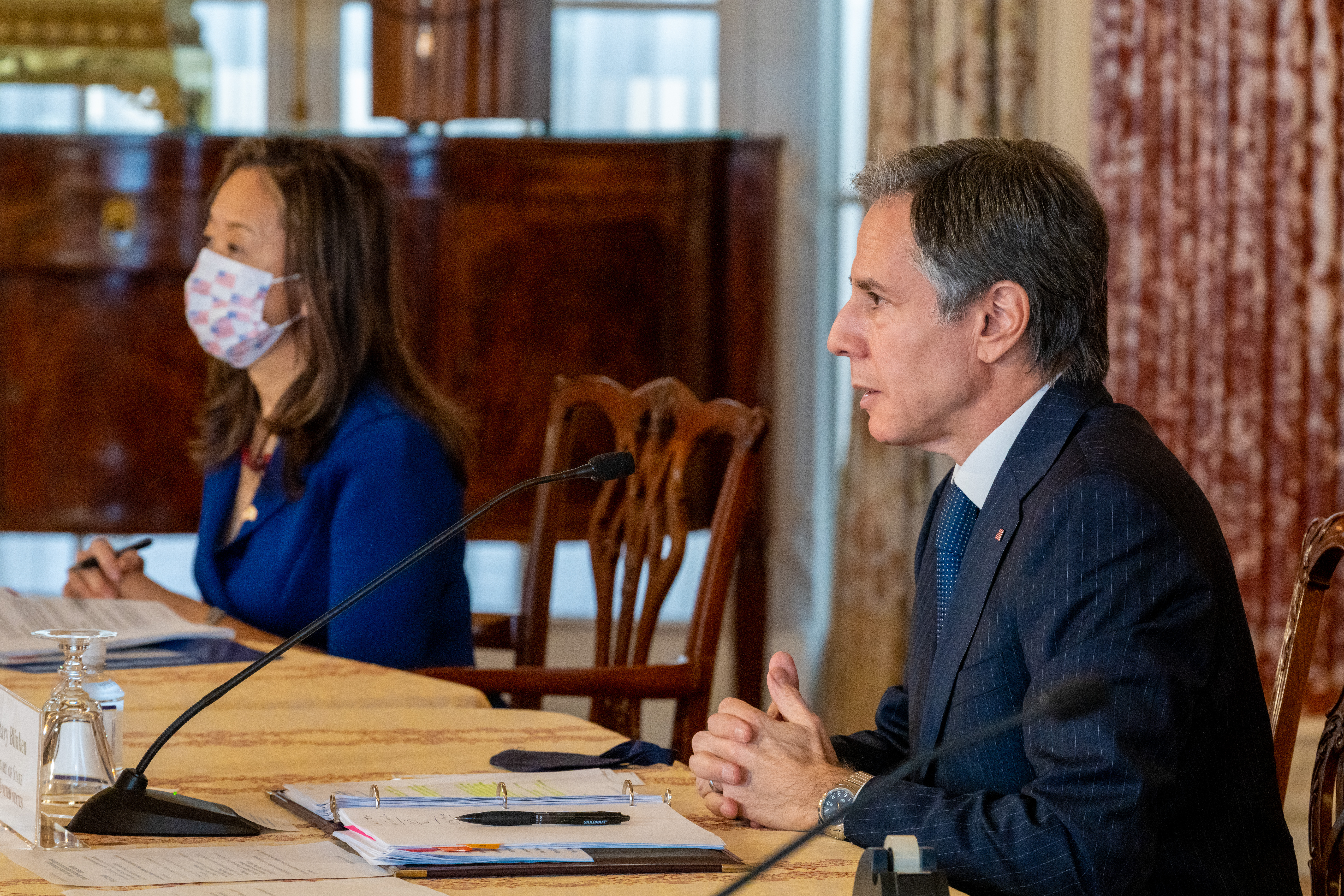
鄭智允首席副助卿（左）與美國國務卿安東尼·布林肯參與美墨視訊會議，2021年2月26日攝

1996年加入外交界服務後，鄭智允的第一項海外勤務為美國駐廣州總領事館簽證官，其後前往美國駐日大使館擔任民用航空及汽車部門的雙邊貿易談判官。在國務院亞太局韓國處任職時，她曾做為韓半島能源開發機構美方工作組組員頻繁前往平壤洽公，2003年4月出任國務副卿理察·李·阿米塔吉的東亞太平洋事務特別助理，隨後轉任美國駐越南大使館助理新聞文化官及亞太經合會協調官。在美國駐哥倫比亞大使館政務副參贊任內，她曾經手美國規模最大的引渡計畫，也曾任24國集團美方代表；在伊拉克巴格達則曾擔任13個外援機構間的軍文關係協調事務幕僚長，並曾管理跨局處緊急援助協調團隊以因應自殺炸彈攻擊。
2014年8月，鄭智允出任美國駐柬埔寨大使館副館長，2017年8月起轉任國務院亞太局日本處長，2018年2月至9月間亦曾任亞太局代理副助卿。同年11月起轉任國務院西半球事務局首席副助卿。2021年，她正式被提名為新任駐斯里蘭卡兼馬爾地夫大使人選。